# Hambers
Hambers è un comune francese di 600 abitanti situato nel dipartimento della Mayenne nella regione dei Paesi della Loira.
L'ubicazione naturale più attraente è la collina di Montaigu (290 m), belvedere sopra la pianura ondeggiata (pascoli e policoltura, allevamento bovino e suino) e il boschetto dei Coëvrons. Sulle falde del monte si trova la borgata di Montaigu, dentro un accidentato ambiente selvaggio. Pregevole per la salvaguardia delle abitazioni, antiche dal XV al XVIII secolo, oltre che dell'eremo in pietra con la cappella di San Michele (altare in granito, XV secolo).

## Società

### Evoluzione demografica
Abitanti censiti